# Dicranomyia (Dicranomyia) neomidas
Dicranomyia (Dicranomyia) neomidas is een tweevleugelige uit de familie steltmuggen (Limoniidae). De soort komt voor in het Afrotropisch gebied.